# Neper

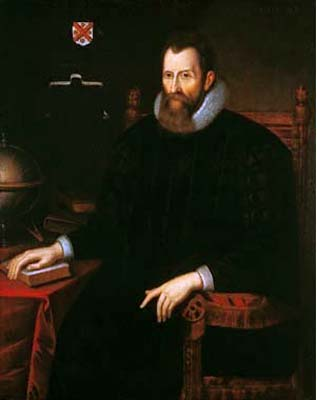
Pintura de John Napier (1550-1617), o inventor dos logarítimos; de 1616;

O Neper (símbolo Np) é utilizado para expressar uma razão entre valores de grandezas como o nível do campo, tensão, corrente ou a pressão acústica. Os logaritmos naturais são utilizados para se obter os valores numéricos das razões expressas em nepers. Apesar do Bureau International des Poids et Mesures aceitar o uso do neper com o SI, ele não foi adotado como uma unidade do SI.
O nome da medida foi dado em homenagem ao matemático John Napier, criador dos logaritmos.
A razão entre dois valores X e X0 de uma mesma grandeza pode ser expresso em nepers através da equação
{\displaystyle X_{\mathrm {Np} }=\log _{e}\left({\frac {X}{X_{0}}}\right)}
Outra forma de expressar a razão entre X e X0 é através da escala em decibels (símbolo dB), usada para expressar relações entre potências, definida como
{\displaystyle X_{\mathrm {dB} }=10\log _{10}\left({\frac {P}{P_{0}}}\right)}
quando a relação em decibels é calculada a partir de tensões ou correntes, a expressão fica
{\displaystyle X_{\mathrm {dB} }=20\log _{10}\left({\frac {X}{X_{0}}}\right)}
A relação entre as duas escalas é dada simplesmente por:
{\displaystyle 1\ {\mbox{Np}}={\frac {20}{\ln 10}}\ {\mbox{dB}}=20\log _{10}e\ {\mbox{dB}}\approx 8{.}685889638\ {\mbox{dB}}\,}
e
{\displaystyle 1\ {\mbox{dB}}={\frac {\ln 10}{20}}\ {\mbox{Np}}={\frac {1}{20\log _{10}e}}\ {\mbox{Np}}\approx 0{.}115129254\ {\mbox{Np}}.\,}
Como o neper e o decibel têm uma relação fixa entre si, Um nível (de corrente ou tensão) é
{\displaystyle {\begin{aligned}L&=10\log {\frac {x_{1}^{2}}{x_{2}^{2}}}&\mathrm {dB} \\&=10\log {\left({\frac {x_{1}}{x_{2}}}\right)}^{2}&\mathrm {dB} \\&=20\log {\frac {x_{1}}{x_{2}}}&\mathrm {dB} \\&=\ln {\frac {x_{1}}{x_{2}}}&\mathrm {Np} .\\\end{aligned}}}